# Paradoxul Sankt Petersburg
Paradoxul Sankt Petersburg este un paradox în teoria probabilității în care un participant va plăti doar o sumă mică pentru o valoare prognozată infinit mai mare. În economie, Paradoxul Sankt Petersburg este un paradox legat de teoria probabilităților și teoria deciziei. Aceasta se bazează pe un anumit joc de noroc (teoretic) (uneori numit Loteria St. Petersburg). Acest paradox a fost publicat pentru prima oară în 1738, într-un articol al lui matematicianului Daniel Bernoulli, deși a fost introdus de către vărul său Nicolaus I Bernoulli în 1713.